# Rupert Keegan
Pour les articles homonymes, voir Keegan.
Rupert Keegan, né le 26 février 1955 à Westcliff-on-Sea et mort le 23 septembre 2024 sur l'île d'Elbe (Italie), est un pilote automobile britannique.  
Il remporte le championnat de Grande-Bretagne de Formule 3, ce qui le propulse en Formule 1 ; il participe alors à 37 Grands Prix de Formule 1, débutant le 8 mai 1977. 

## Résultats en championnat du monde de Formule 1
| Saison | Écurie                                                         | Châssis    | Moteur  | Pneus        | GP disputés | Points inscrits | Classement |
| ------ | -------------------------------------------------------------- | ---------- | ------- | ------------ | ----------- | --------------- | ---------- |
| 1977   | Penthouse Rizla Racing                                         | 308E       | Ford V8 | Goodyear     | 12          | 0               | n.c.       |
| 1978   | Durex Team Surtees                                             | TS19 TS20  | Ford V8 | Goodyear     | 6           | 0               | n.c.       |
| 1980   | RAM/Williams Grand Prix Engineering RAM/Penthouse-Rizla Racing | FW07 FW07B | Ford V8 | Goodyear     | 4           | 0               | n.c.       |
| 1982   | Rothmans March Grand Prix Team                                 | 821        | Ford V8 | Avon Pirelli | 3           | 0               | n.c.       |